# Oculina valenciennesi
Espèce
Statut CITES
Oculina valenciennesi est une espèce de coraux appartenant à la famille des Oculinidae.